# Агентство статистики Косова
Агентство статистики Косова (алб. Agjencia e statistikave të Kosovës, серб. Agencija za statistiku Kosova) — национальное статистическое бюро Республики Косово
Агентство было официально создано в 1948 году. В 1999 году реформировано. После провозглашения независимости Косова в 2008 году АСК организовал первую перепись населения в Косове в 2011 году. Его поддерживают международные организации и статистические агентства, такие как ОБСЕ, Организация Объединенных Наций и т. п. С 2011 года бюро работает под контролем премьер-министра Косова.